# Eau de vie

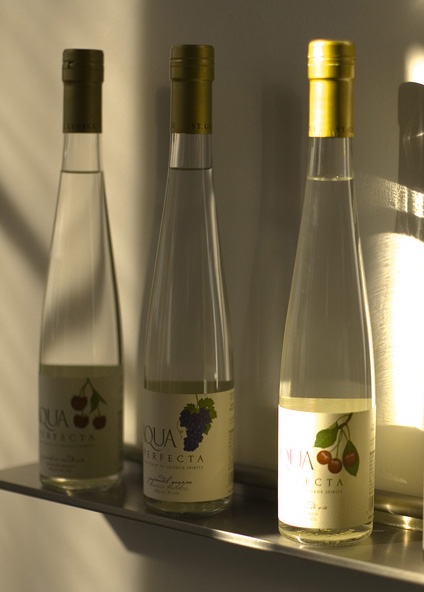
Flessen eau de vie in verschillende smaken

Eau de vie (Frans voor 'levenswater') is een verzamelnaam voor allerlei sterkedranken, die vaak worden gemaakt van vergiste en daarna gedestilleerde vruchten, maar ook van granen en zelfs van bier.

## Herkomst
Al in de Middeleeuwen maakten Franse en Zwitserse monniken een eigen eau de vie. Eaux de vie worden onder andere gemaakt van abrikozen, appels, bramen, kersen, peren en pruimen. Een eau de vie is meestal helder als water, maar het kan ook licht gekleurd zijn. De drank bevat 37,5% tot 45% alcohol. Eau de vie met adder werd viperine genoemd.

## Taalgebruik
Het woord eau de vie komt uit Frankrijk en het Franstalige deel van Zwitserland. Het Deense Akvavit is ook een letterlijke vertaling van "levenswater", net als het Iers-Gaelische Uisge Beatha en het Schots-Gaelische Uisge Bheatha, waar het woord whisky van is afgeleid. In het Duits heet eau de vie, gemaakt van vruchten, Obstler, in het Engels wordt het fruit brandy genoemd. In Zweden is eau de vie een verzamelnaam voor destillaten van wijn of vruchtenwijn. In de Franse taal wordt eau de vie gebruikt voor alle destillaten van shochu tot wodka.

## Zwitserland
Uit het Rhônedal in het Zwitserse kanton Wallis komt de beroemde Poire Williamine, ook wel Poire William of Poire Williams genoemd. Hij wordt tegenwoordig ook buiten de Valais geproduceerd, onder andere in Bern, en ook in Frankrijk. Soms wordt hij nog verkocht met een peer in de fles, waardoor hij ook wel Poire Prisonière wordt genoemd.
In 2001 kreeg de Poire Williamine het AOC-label (Appellation d'Origine Contrôlée), samen met de bekende Gruyère kaas (nu AOP). Er mag nu alleen Eau-de-vie de poire du Valais op staan als de peren uit de Valais komen en de eau de vie daar wordt geproduceerd. Er is acht kilo peren nodig om één fles Poire te maken. Destillerij Morand uit Martigny, een familiebedrijf dat sinds het einde van de 19de eeuw distillaten maakt, is de grootste producent.

## Nederland
In Nederland wordt met eau de vie voornamelijk een vruchtendestillaat bedoeld. De drank wordt er door meerdere destilleerderijen geproduceerd. Niet alle gebruiken daarbij echt vergist fruit. De ambachtelijk werkende destilleerderijen zijn verenigd in het Genootschap der Warme Stokers.

## Cocktails
Een eau de vie wordt traditioneel puur gedronken, voor het diner of als digestief na een diner. Er worden sinds de 21e eeuw ook cocktails mee gemaakt, waarbij de wodka, gin of rum door een eau de vie wordt vervangen.